# Meigenia nobilis
Meigenia nobilis là một loài ruồi trong họ Tachinidae.